# Артуш Шайнер

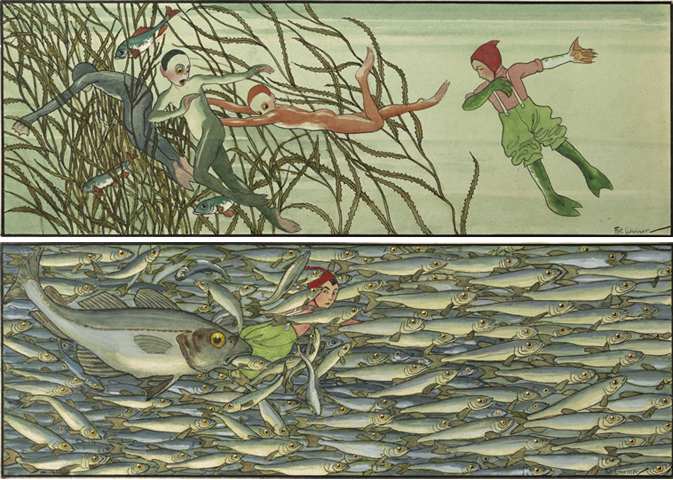
Артуш Шайнер для Kulihrášek v hlubinách mořských / Куліграшек у глибинах моря (1932)

Артуш Шайнер або Артур Шайнер (28 жовтня 1863 — 20 грудня 1938) — богемський живописець, художник-декоратор та ілюстратор, відомий найбільше своїм точним малюнком гуашшю, переважно в стилі сецесії. Він виготовив багато картин, ілюстрацій, реклами, листівок та варіантів дизайну.

## Життєпис
Шайнер не отримав класичної художньої освіти. Він почав малювати в дитинстві і захопився мистецтвом під час середньої школи. Спочатку він працював фінансовим секретарем у фінансовому відділі у Празі.
Шайнер розпочав свою кар'єру з малюнків у щотижневому німецькому гумористичному журналі «Lustige Blätter», що видавався в Берліні, та інших журналах Німеччини, Австріїя та Угорщини. З 1880 р. його малюнки публікувались у гумористичних чеських журналах, таких як «Святозор» (з 1897 р.), «Палечек», «Шванда дудак» та «Злата Прага». Він поступово створював репутацію талановитого художника-гумориста з акцентом на ситуативному гуморі повсякденного життя. У 1902 р., будучи фрілансером, він проілюстрував свою першу книгу — дитячу казку «Růženka a Bobeš» Вацлава Тілле. Його чорно-білі малюнки ручкою та чорнилом у стилі сецесіонізму здобули художникові популярність та нові контракти. Він ілюстрував казкові книги від таких відомих авторів, як «Неслухняні діти» Божени Немцової та інші чехословацькі казки, Карела Яромира Ербена, Ганса Крістіана Андерсена та інших. У 1928 р. у «Романсі про вірну дружбу Аміса та Амілії» Юліуса Зеєра його робота також включала м'які еротичні малюнки. Ці книги також видавались у дорогих високоякісних графічних версіях, щоби підкреслити малюнки.
Він проілюстрував серію «Куліграшек» — серію коміксів для дітей, написані Мартою Волеською.
У 1930 році він проілюстрував Podivuhodné příběhy barona Prášila Адольфа Веніга. У 1933 році оригінальні казкові ілюстрації вперше були виставлені у Празькій центральній бібліотеці.
Шайнер помер 20 грудня 1938 року у Празі.

## Інші праці
Його робота включала дитячі книги, класичні романи, рекламні листівки, плакати та навіть театральні штори. У 1895 році він спроектував ляльковий театр для дітей свого брата Йозефа Шайнера, який виконував обов'язки мера «Сокола» у Празі, вирізавши дерев'яні ляльки в абсолютно новому стилі сецесії. У 20-х роках його стиль призвів до співпраці з маріонетковою трупою в Празі. Його сценічні завіси були використані для лінійного виробництва у 1932 році у видавництві J.R. Vilímek як комплект для невеликих домашніх кінотеатрів, які були модними в той період.
З 1911 по 1913 рік дві картини Шайнера — «Діва Марія та Дитина», «Розп'яття на дереві» — були виставлені в церкві святого Іоанна Непомуцького у Штеховіце, Чехія.

## Бібліотеки
- Національна бібліотека Чеської Республіки[3]
- Національна музейна бібліотека CR / як ілюстровані книги, так і оригінальні ілюстрації[4]

## Виставки та інтернет-колекції
- 2001 — «Водяні немовлята», Принстонський університет, Дитяча бібліотека Котсена, Принстон, Нью-Джерсі, США[5]
- 2006/2007 — Artuš Scheiner a secesní pohádková ilustrace (Artuš Scheiner & secession fairy tale), Galerie výtvarného umění (Галерея образотворчих мистецтв), Хеб, Чехія
- 2010/2011 — Staré pověsti české (Стародавні богемські легенди), Národní muzeum ČR (Національний музей), Прага, Чехія
- 2013 — Svět pohádek a příběhů (Світ казок та легенд), Muzeum výtvarného umění (Галерея образотворчих мистецтв), Наход, Чехія[6]
- Онлайн — галерея Альбертіна, Відень, Австрія[7]